# Zakaria Labib
Zakaria Labib (en arabe : زكريا لبيب), né le 28 février 2003 à Casablanca, est un footballeur international marocain qui joue au poste d'arrière gauche au Raja Club Athletic.

## Biographie

### Formation au Raja CA
Zakaria Labib intègre dès son plus jeune âge le centre de formation du Raja Club Athletic au Complexe Oasis. 
Le 9 septembre 2022, il fait ses débuts professionnels en entrant en jeu à la 74e minute à la place d'Abdelilah Madkour contre l'US Touarga (défaite, 1-0). Le 18 mars 2023, il reçoit sa première titularisation en club à l'occasion d'un match de Ligue des champions contre le Vipers SC et délivre sa première passe décisive sur l'unique but marocain inscrit par Soufiane Benjdida (match nul, 1-1). Il est éliminé en quarts de finale de Ligue des champions par l'Al Ahly SC. Il termine la saison à la cinquième place du classement de la Botola Pro. 
Le 15 juillet 2023 au Complexe sportif Moulay-Abdallah, le Raja dispute la finale de la Coupe du trône face à la RS Berkane, qui remporte ce match en prolongations après l'expulsion précoce de Marouane Hadhoudi et un pénalty annulé par la VAR (1-0),. 
La saison 2023-2024 voit le Raja réaliser un exploit historique en remportant le doublé coupe-championnat sans aucune défaite. Les Verts ont pourchassé l'AS FAR depuis le début de la saison jusqu'à la 29e journée quand Adam Ennafati marque le coup franc décisif à la dernière minute contre le Wydad et les propulse à la tête du classement. Le 14 juin 2024, le club s'assure le titre en s'imposant face au Mouloudia d'Oujda (0-3) et bat également le record des points avec 72 unités. Le 1er juillet, le Raja enchaîne avec une quatorzième victoire de suite en battant l'AS FAR encore une fois en finale de la Coupe du trône pour s'assurer le troisième doublé de son histoire.     

### En sélection
Zakaria Labib reçoit dans un premier temps une convocation avec l'équipe du Maroc -17 ans en 2020.
En 2022, il est convoqué avec le Maroc -20 ans et dispute plusieurs matchs amicaux dont la Roumanie (match nul, 2-2), le Soudan (victoire, 4-2) et la Palestine (victoire, 0-1).
Le 9 juin 2023, il est l'un des quatre joueurs de la Botola à figurer sur la liste définitive des Lionceaux de l'Atlas de Issame Charaï pour participer à la Coupe d'Afrique des nations U23 au Maroc. Les matchs de phase de groupe ont lieu en fin de mois de juin contre la Guinée olympique, le Ghana olympique et le Congo olympique au Complexe sportif Moulay-Abdallah de Rabat. Absent de la feuille de match lors du match d'ouverture face à la Guinée olympique (victoire, 2-1), il entre en jeu à la 66ème minute lors du deuxième match contre le Ghana olympique à la place d'Oussama El Azzouzi et valide ainsi son ticket pour les demi-finales de la compétition après une victoire de 5-1,. En demi-finale contre le Mali olympique, il est absent de la feuille de match, alors que les Marocains parviennent à remporter le match sur tirs au but après un match nul de 2-2. Les Marocains se qualifient alors automatiquement aux Jeux olympiques d'été de 2024 à Paris et en finale de la CAN contre l'Égypte olympique,,. La finale est remportée par le Maroc en prolongation contre l'Égypte olympique grâce à un but d'Oussama Targhalline (victoire, 2-1),.

## Statistiques

### Statistiques détaillées
| Saison                | Club                  | Championnat           | Championnat | Championnat | Championnat | Coupe(s) nationale(s) | Coupe(s) nationale(s) | Coupe(s) nationale(s) | Compétition(s) continentale(s) | Compétition(s) continentale(s) | Compétition(s) continentale(s) | Compétition(s) continentale(s) | Maroc | Maroc | Maroc | Total | Total | Total |
| Saison                | Club                  | Division              | M.          | B.          | P.d.        | M.                    | B.                    | P.d.                  | Comp.                          | M.                             | B.                             | P.d.                           | M.    | B.    | P.d.  | M.    | B.    | P.d.  |
| 2022-2023             | Raja CA               | Botola Pro            | 4           | 0           | 0           | -                     | -                     | -                     | C1                             | 2                              | 0                              | 1                              | -     | -     | -     | 6     | 0     | 1     |
| Sous-total            | Sous-total            | Sous-total            | 4           | 0           | 0           | -                     | -                     | -                     | -                              | 2                              | 0                              | 1                              | -     | -     | -     | 6     | 0     | 1     |
| 2023-2024             | JS Soualem            | Botola Pro            | 2           | 0           | 0           | -                     | -                     | -                     | -                              | -                              | -                              | -                              | -     | -     | -     | 2     | 0     | 0     |
| Sous-total            | Sous-total            | Sous-total            | 2           | 0           | 0           | -                     | -                     | -                     | -                              | -                              | -                              | -                              | -     | -     | -     | 2     | 0     | 0     |
| Total sur la carrière | Total sur la carrière | Total sur la carrière | 6           | 0           | 0           | -                     | -                     | -                     | -                              | 2                              | 0                              | 1                              | 0     | 0     | 0     | 8     | 0     | 1     |

### En sélection marocaine
Le tableau suivant liste les rencontres de l'équipe du Maroc U23 des catégories des jeunes dans lesquelles Zakaria Labib a été sélectionné depuis le 22 mars 2023.
| Catégorie | Date             | Lieu       | Adversaire             | Résultat | Minutes | Compétition  | Buts | Passes | Capitaine | Club       |
| --------- | ---------------- | ---------- | ---------------------- | -------- | ------- | ------------ | ---- | ------ | --------- | ---------- |
| Maroc U23 | 22 mars 2023     | Rabat      | Côte d'Ivoire          | 2 – 3    | 4 min   | Match amical | 0    | 0      | Non       | Raja CA    |
| Maroc U23 | 24 mars 2023     | Rabat      | Togo                   | 2 – 0    | 90 min  | Match amical | 0    | 0      | Non       | Raja CA    |
| Maroc U23 | 27 mars 2023     | Rabat      | Ouzbékistan            | 3 – 0    | 90 min  | Match amical | 0    | 1      | Non       | Raja CA    |
| Maroc U23 | 15 juin 2023     | Rabat      | Mauritanie             | 4 – 1    | -       | Match amical | 0    | 0      | Non       | Raja CA    |
| Maroc U23 | 27 juin 2023     | Rabat      | Ghana                  | 5 – 1    | 24 min  | CAN U23      | 0    | 0      | Non       | Raja CA    |
| Maroc U23 | 30 juin 2023     | Rabat      | Congo                  | 1 – 0    | 90 min  | CAN U23      | 0    | 0      | Non       | Raja CA    |
| Maroc U23 | 12 octobre 2023  | Casablanca | Irak                   | 0 – 1    | 13 min  | Match amical | 0    | 0      | Non       | JS Soualem |
| Maroc U23 | 16 octobre 2023  | Casablanca | République dominicaine | 3 – 1    | 64 min  | Match amical | 0    | 0      | Non       | JS Soualem |
| Maroc U23 | 21 novembre 2023 | Murcie     | États-Unis             | 1 – 0    | 58 min  | Match amical | 0    | 0      | Non       | JS Soualem |

## Palmarès

### En club
Raja CA
- Botola Pro (1) :
  - Champion : 2023-24
- Coupe du Trône (1) :
  - Vainqueur : 2024
  - Finaliste : 2023

### En sélection
Maroc -23 ans
- Coupe d'Afrique des nations :
  -  Vainqueur : 2023.